# Mont Fouy
 (mai 2024).
Le mont Fouy est un sommet situé au centre du Cameroun, le long de la nouvelle route entre Yaoundé, la capitale politique, et Ngaoundéré, le chef-lieu de la région de l'Adamaoua.

## Géographie

### Localisation
Le mont Fouy est le plus élevé d'une trentaine d'inselbergs situés au centre du Cameroun, le long de la route Yaoundé - Ntui - Yoko - Tibati. Il se trouve après le village de Fouy, sur la gauche de la route, en direction du nord, vers Yoko.

### Topographie
Son altitude est de 888 mètres et sa hauteur par rapport à la plaine environnante est d'environ 300 mètres. Il est le pic le plus haut de l'ensemble. Autour de Yoko se trouveraient des minerais dans le sous-sol : diamant, fer, mercure et or.

## Tourisme
Le caractère abrupt du rocher et sa visibilité construisent sa réputation touristique.